# Respirar (canción)
«Respirar» es una canción interpretada por el dúo mexicano Jesse & Joy incluido en sexto álbum de estudio, Clichés (2022). La compañía discográfica Warner Music México la lanzó como el segundo sencillo oficial del álbum el 21 de enero del 2022.

## Vídeo musical

### Filmación
El vídeo fue grabado en el Teatro de la Ciudad Esperanza Iris, con la dirección de La Catrina Film en la Ciudad de México y fue publicado en su canal oficial el mismo día de lanzamiento.

## Lista de canciones

### Descarga digital[7]
| Respirar — Single |            |          |  |
| N.º               | Título     | Duración |  |
| 1.                | «Respirar» | 3:19     |  |

## Listas musicales
| País           | Chart     | Lista                  | Mejor posición |
| 2022           | 2022      | 2022                   | 2022           |
| -------------- | --------- | ---------------------- | -------------- |
| Estados Unidos | Billboard | Latin Pop Airplay      | 11             |
| México         | Billboard | Mexico Airplay         | 9              |
| México         | Billboard | Mexico Espanol Airplay | 2              |

## Historial de lanzamiento
| Región | Fecha               | Formato                     | Discográfica              | Ref.   |
| ------ | ------------------- | --------------------------- | ------------------------- | ------ |
| México | 21 de enero de 2022 | Descarga digital, Streaming | Warner Music S.A. de C.V. | [ 11 ] |